# بلدية مسعود بوجريو
مسعود بوجريو (عين كرمة سابقا) هي إحدى أقدم بلديات ولاية قسنطينة يبلغ عدد سكانها حوالي 8.310 نسمة وذلك سنة 2001 تقع في الشمال الغربي من الولاية تضم عدة قرى ومشاتي اكبرها : عين الكبيرة، كاف بن حمزة، بو حصان (جانطي)، مسيدة وهي الابعد تطل على بلدية القرارم. إضافة على أن البلدية تحتوي منطقة غنية بالتراب الأحمر الذي يستعمل في صناعة الخزف والآجور.

## التسمية
ترجع التسمية الحالية للبلدية إلى اسم الشهيد مسعود بوجريو الذي انخرط في صفوف جبهة التحرير الوطني الجزائرية، وهو أحد أبناء هاته البلدية كما كانت تسمى من قبل باسم عين الكرمة وايضا سميت بتاجمولت وهو الاسم الأول والاقدم للبلدية .

## علم السكان
في عام 2008، بلغ عدد سكان البلدية 9050 نسمة.
تقع بلدية مسعود بوجريو بالقرب من مدينة تيديس الرومانية القديمة ، والتي تم الإعلان عنها لأول مرة من قِبل Creully في عام 1853، وبفضل مبادرة من الأستاذ الجامعي ومحافظ قسنطينة السيد fr:Max Bounafous، الذي أصبح وزيرً الزراعة في الجمهورية الفرنسية تحت رئاسة فيليب بيتان، تم استكشاف هذه المدينة من قبل عالم الآثار fr:André Barthier،وتحدهامن الشرق مدينة الحامة بوزيان ومن الغرب بلدية ابن زياد وولاية ميلة .

## اقتصاد
تعتبر بلدية مسعود بوجريو (عين كرمة) بلدية زراعية بفضل خصوبة أراضيها وتوفر المياه، مصدرها في وادي|الرمال و المياه الجوفية.
كما أن لديها ثروة جيولوجية وفيرة. تم استغلال منجم الإثمد خلال الحقبة الاستعمارية، من أربعينيات القرن التاسع عشر، ومن الثلاثينيات من قبل fr:Compagnie des mines de La lucette.
أغلق المنجم في نهاية الحرب العالمية الأولى لأنه بدا ينفد، وأعيد فتحه في عام 1932، ثم أعيد إطلاقه في عام 1936 بعد اكتشاف تمديد لإستغلاله، وذلك بفضل الجيولوجي M. Deleau، تحت إشراف Pierre Thiery. نسبة الإثمد مرتفعة جدا. تم توصيل خط كهربائي عالي الجهد بطول 6 كيلومترات لتشغيل ماكينات المنجم، والتي تسمح أيضًا بضمان الإضاءة لـ 3000 شخص. وبهذا سوف ينتج المنجم 44,000 طن من أكسيد الإثمد 40٪، يدعى ، بين 1915 و 1945 (بشكل رئيسي من 1932 إلى 1945).
تم استخدام موقع التعدين كقاعدة للموقع الأثري الروماني القريب من تيديس، الذي افتتح في أبريل 1941 من قبل عالم الآثارAndré Berthier.
قلقًا إزاء ارتفاع معدل البطالة بين سكان عين كرمة، Max Bounefous، محافظ مدينة قسنطينة، أمر بإجراء استكشاف منهجي لموقع Khneg من أجل جعل المنطقة منطقة سياحية جذابة حقيقية من أجل تقليل معدل البطالة. وقد أوكلت المهمة إلى عالم الآثار العظيم André Berthier.
في نهاية عام 1942، تم حشد أفراد المنجم في جيش شمال إفريقيا.
أُجبر المنجم على الإغلاق في مايو 1945، حيث أدت نهاية الحرب العالمية الثانية إلى خفض الطلب على الإثمد، الذي استخدم كسبائك، لتصلب المعادن، مما تسبب في انخفاض حاد في الأسعار العالمية. ليعاد افتتاحه في عام 1947. ليستخدم من جديد للغزل والنسيج لمقاومة الحريق والمواد البلاستيكية.
كما زود المنجم صناعة الطوب والسيراميك في ديدوش مراد وابن زياد. كما نلاحظ وجود معادن أخرى موجودة في عدد قليل من البلدان حول العالم.
في نهاية أكتوبر 1957، استقر الجيش الفرنسي على موقع المنجم.

## المؤسسات[10]
يوجد في مسعود بوجريو  مركز البلدية ثلاثة مدارس ابتدائية: بن مناح عبد الرحمان، وبيوض صلاح، وبوخملة عبد العزيز وعدة ابتدائيات خارج مركز البلدية، ومتوسطة بورصاص شريف وثانوية رباح بيطاط.
يوجد كذلك دار الشباب والثقافة التي تقدم أنشطة في جميع المجالات ومفتوحة للجميع.
كما يوجد في البلدية مستوصف، ودرك ومركز بريدي وعدة مساجد ومنطقة صناعية بها شركة مصغرة لإنتاج الطوب.